# Marco Nizzoli
Marco Nizzoli (Reggio Emilia, 1968) è un fumettista e illustratore italiano.

## Biografia
Una volta diplomatosi all'Istituto Europeo di Design di Milano entra nello staff della casa editrice MBP per cui disegna alcuni Alan Ford e tavole introduttive per la riedizione di Kriminal. Max Bunker gli affida quindi la creazione del personaggio Angel Dark di cui illustra cinque episodi.
Dopo aver disegnato il personaggio di Angel Dark su testi di Max Bunker, crea assieme a Massimo Semerano la serie Fondazione Babele per la rivista Cyborg fondata da Daniele Brolli. Per la Phoenix realizza il libro erotico Simbaby e la miniserie Raymond Capp  su testi di Federico Amico. Nel biennio 1995-1996 realizza 2 episodi della serie ESP su testi di Michelangelo La Neve a cui fanno seguito Il Vizioso Mondo di Keto, Il Distinto Fleev e La Bella Estate per la casa editrice Trentini.
Realizza 5 albi della serie Napoleone scritta da Carlo Ambrosini per la Sergio Bonelli Editore. È del 2003 il debutto sul mercato francese con l'editore Les Humanoides Associés con la serie Le Jour des Magiciens, su testi di Michelangelo La Neve, mentre è del 2006 la sua seconda serie francese, Les Enfants du Crepuscùle, su testi di Massimo Semerano edito anche in Italia da Black Velvet. Per la casa editrice Lo Scarabeo ha pubblicato due mazzi di tarocchi, Tarocchi dei Segreti (1997) e i Tarocchi dell'Incantatrice dei Sogni (2009).
Nel 2008 collabora con Alejandro Jodorowsky disegnando due albi della serie Le monde d'Alef Thau per l'editore Delcourt.
Del 2015 è il suo primo graphic novel I gatti di Riga pubblicato da Comma 22.
Nel 2018 esce per l'editore francese Glénat "La route de la vie" su sceneggiatura di Giovanna Furio, pubblicato anche in Italia da Oblomov Edizioni. 
Nel 2021 illustra per l'editore Glénat i due volumi di "Fleur de nuit", "Les rêves brisés" e "Âmes au crépuscule" su sceneggiatura di Giovanna Furio.
Dal 2010 fa parte del team di disegnatori della serie Dylan Dog, pubblicata dalla Sergio Bonelli Editore.
Insegna tecnica dell'acquerello alla Scuola Internazionale di Comics di Reggio Emilia.

## Riconoscimenti
Nel 1991 riceve il Premio Rino Albertarelli dall'ANAFI (Associazione Italiana Amici del Fumetto e dell'Illustrazione).

"Fondazione Babele Wonderful World" riceve il Premio Romics del Fumetto 2025 come migliore serie.La serie è scritta da Massimo Semerano e Luana Vergari per i disegni di Marco Nizzoli e pubblicata da Sergio Bonelli Editore.

## Opere

### EditoreLes Humanoïdes Associés
- (FR)  Serie Les Enfants du crépuscule , albo Peur sur la ville (2006) con Massimo Semerano (testi)
- (FR)  Serie Le Jour des Magiciens, con Michelangelo La Neve (testi) albi:

1. Anja (2003)
2. Drazen (2004)
3. Lancaster (2005)
4. Tanaka (2006)
5. Le Dernier Cercle (2010)
6. Le Jour des Magiciens-L'Intègrale (2010)

### Editore Delcourt
- (FR)  Serie Le Monde d'Alef Thau, con Alejandro Jodorowsky (testi) albi:

1. Resurrection (2008)
2. Entre deux Mondes (2009)
3. Le Monde d'Alef-Thau-Intégrale (2020)

### Editore Vertige Graphic
- (FR)  Raymond Capp (1998) con Federico Amico (testi)
- (FR)  Fondation Babel (1998) con Massimo Semerano (testi)

### Editore Vents d'Ouest
- (FR)  Démons et délices (1999) con Federico Amico (testi)

### Editore Glénat
- (FR)  Lucifer Sam (2014) con Michelangelo La Neve (testi)
- (FR)  La route de la vie (2018) con Giovanna Furio (testi)
- (FR)  Serie Fleur de Nuit (2021) con Giovanna Furio (testi)

1. Les reves brisés (2021)
2. Ames au crépuscule (2021)

### Sergio Bonelli  Editore
- Giancarlo Marzano (testi), Marco Nizzoli (disegni), La magnifica creatura, in Dylan Dog n. 330, Sergio Bonelli Editore, marzo 2014.
- Giuseppe de Nardo (testi), Marco Nizzoli (disegni), La dea madre, in Dylan Dog n. 308, Sergio Bonelli Editore, maggio 2012.
- Michele Medda (testi), Marco Nizzoli (disegni), Benvenuti a Wickedford, in Dylan Dog n. 340, Sergio Bonelli Editore, gennaio 2015
- Matteo Casali (testi), Marco Nizzoli (disegni), Sul fondo, in Dylan Dog n.359, Sergio Bonelli Editore, luglio 2016
- Roberto Recchioni (testi), Leomacs, Marco Nizzoli (disegni), Che regni il caos, in Dylan Dog n.387, Sergio Bonelli Editore, dicembre 2018
- Paola Barbato (testi), Marco Nizzoli (disegni), Eterne stagioni, in Dylan Dog n.394, Sergio Bonelli Editore, luglio 2019
- Roberto Recchioni (testi), Luca Casalanguida , Sergio Gerasi, Nicola Mari , Marco Nizzoli , Corrado Roi , Angelo Stano (disegni), Oggi sposi, in Dylan Dog n.399, Sergio Bonelli Editore, dicembre 2019
- Mignacco Luigi  (testi), Algozzino Sergio, Nizzoli Marco, De Tommaso Fabrizio, Cattani Francesco, Filosa Vincenzo, Luciop, Cammello Pablo  (disegni), Dr Groucho & Mr Dylan, in Dylan Dog Old Boy n.12, Sergio Bonelli Editore, aprile 2022
- Enna Bruno  (testi), Nizzoli Marco   (disegni), A occhi chiusi, in Dylan Dog Old Boy n.20, Sergio Bonelli Editore, agosto 2023
- Massimo Semerano (testi), Nizzoli Marco   (disegni), Fondazione Babele, Sergio Bonelli Editore, settembre 2023
- Massimo Semerano, Luana Vergari (testi), Nizzoli Marco   (disegni), Fondazione Babele Wonderful World, Sergio Bonelli Editore, ottobre 2024

### Oblomov Edizioni
- GiovannaFurio (testi), Marco Nizzoli  (disegni), La strada della vita, luglio 2018

- GiovannaFurio (testi), Marco Nizzoli  (disegni), Fiore di notte volume1-Sogni Infranti, febbraio 2024

- GiovannaFurio (testi), Marco Nizzoli  (disegni), Fiore di notte volume2-Anime al crepuscolo, settembre 2024